# Chyrowa
Chyrowa is een plaats in het Poolse district  Krośnieński (Subkarpaten), woiwodschap Subkarpaten. De plaats maakt deel uit van de gemeente Dukla en telt 120 inwoners.